# 12e brigade spéciale « Azov »
Pour les articles homonymes, voir 12e brigade.
Ne doit pas être confondu avec le régiment Azov et de nombreuses unités militaires ukrainiennes portant désormais le même nom, comme la 3e brigade d'assaut, le régiment Kraken, la 60e brigade d'infanterie
La 12e brigade spéciale « Azov », (en ukrainien : 12-та бригада спеціального призначення НГУ Азов, abrégé en 12 БрСпП ; numéro d'unité militaire 3057), anciennement la 12e brigade opérationnelle, de son nom complet la 12e brigade d'affectation opérationnelle nommée d'après Dmytro Vychnevetsky (en ukrainien : 12-та бригада оперативного призначення імені Дмитра Вишневецького, abrégé en 12 BrSpP ; numéro d'unité militaire 3057), est une grande unité de la Garde nationale de l'Ukraine qui faisait partie du Commandement opérationnel est, et est stationnée à Iourivka dans l'oblast de Donetsk. À la suite de sa capture par les forces russes le 20 mai 2022, elle est dissoute en janvier 2023 et reformée en 12e brigade d'assaut « Azov ».

## Historique

### Création
Le 18 janvier 1990, le 129e bataillon motorisé spécial des troupes intérieures du ministère de l'Intérieur de l'URSS (unité militaire 5509) est formé à Marioupol.
Le 2 janvier 1992, sur la base du 129e bataillon spécial de police motorisée, le 10e bataillon distinct (unité militaire 1041) est créé, faisait partie de la 4e division du Nord. En 1995, le bataillon est transféré aux troupes intérieures du ministère de l'Intérieur de l'Ukraine et rebaptisé 17e bataillon indépendant motorisé spécial (unité militaire 3057).

### Guerre du Donbass

#### Premiers affrontements
En février-mars 2014, la Russie envahit la Crimée et l’annexion rapidement. Dans le même temps, des manifestations prorusses éclatent dans plusieurs villes. En avril 2014, la situation dans la ville de Marioupol se complique considérablement : les partisans de la république populaire de Donetsk organisent des rassemblements non autorisés pour tenter de s'emparer des lieux d'autorités de l'État, y compris de l'hôtel de ville de Marioupol. Entre le 10 et le 14 avril 2014, des partisans de la RPD arrivent à plusieurs reprises au QG de l'unité 3057 afin de persuader le commandement de se soumettre aux dirigeants de la RPD et de transférer leurs armes ce qu'ils refusent.
Le 16 avril 2014, les militaires du 17e bataillon distinct sous le commandement de Serhii Sovinsky repoussent une tentative de prise de leur base. Les manifestants commencent à lancer des cocktails Molotov et à démolir les portails. Les séparatistes russes exigent des hommes du 17e bataillon qu'ils remettent leurs armes. D'autres assaillants armés, en uniforme et cagoulés continuent d'arriver en minibus. Au total, environ 200 personnes commencent à ouvrir le feu en direction de l'unité. Les militaires du 17e bataillon ouvrent le feu d'abord en l'air, puis sur les assaillants. Le personnel de l'unité tient la défense jusqu'à minuit. A minuit, des unités de la police de Marioupol arrivent en aide et sécurisent la zone. Au moins 19 assaillants ont été blessés, dont 3 mortellement.

#### Réforme en régiment puis en brigade et intégration du bataillon Azov
En décembre 2014, l'unité 3057 est réformée en 18e régiment opérationnel de la Garde nationale ukrainienne. Au cours des quatre mois suivants, ses rangs sont agrandis avec l'intégration des bataillons bataillon Azov et Donbass. En avril 2015, le 18e régiment est constitué comme ceci : 
- 1er bataillon de patrouille[8]
- 2e bataillon spécial « Donbass »
- Unité spéciale « Azov »
- compagnie de patrouille spéciale[9]
- compagnie de fusiliers (réserve)[10]

Le 1er juillet 2015, les séparatistes se retirent de Shyrokyne. Le chef séparatiste Denis Pouchiline déclare que leur retrait constitue un « acte de bonne volonté » pour se conformer aux accords de Minsk II. Cependant, pour Andriy Biletsky, cette action est due au fait que les séparatistes ont subi de lourdes pertes et ne sont plus en mesure de poursuivre leur opération.
Le 29 juillet 2015, les combattants du régiment Azov et du bataillon Donbass sont retirés du front et remplacés par une de l'infanterie navale ukrainienne. La décision de les retirer du village est accueillie par les protestations des habitants de Marioupol, qui craignent que ce retrait ne conduise les séparatistes russes à reprendre rapidement le village et à bombarder à nouveau la ville,.
Le 9 septembre 2016, le bataillon « Donbass » a été transféré au 15e régiment, stationné dans la ville de Sloviansk. En octobre 2019, le 18e régiment devient la 12e brigade opérationnelle.

### Invasion russe de l'Ukraine

#### Bataille de Marioupol et destruction (février-mai 2022)
Le régiment Azov regagne l'attention lors de l'invasion de l'Ukraine par la Russie en 2022. Avant le conflit, Azov était l'objet d'une guerre de propagande : la Russie a utilisé l'incorporation officielle du régiment dans la Garde nationale d'Ukraine comme preuve que gouvernement et de l'armée ukrainiens sont sous contrôle nazi, avec la « dénazification » comme casus belli clé. L'unité est engagée dans la bataille de Marioupol. Au 24 février, un petit détachement de la 12e brigade est dans Marioupol, tandis que le régiment Azov est caserné à Yurivka près de Ourzouf, à une quinzaine de kilomètres de la ville. Alors que la 36e brigade d'infanterie navale doit céder du terrain, les forces russes du 1er corps d'armée se rapprochent de la ville par le nord et l'est. Le régiment Azov se déploie pour protéger l'accès nord de la ville tandis que le reste de la brigade est sur le secteur ouest. Un débarquement de la 810e brigade d'infanterie de marine russe à 70 km à l'ouest termine l'encerclement de Marioupol. En avril, l'essentiel de la 36e brigade est capturé. Les derniers combattants, au nombre d'environ 200 rejoignent la 12e brigade et des unités auxiliaires dans l'usine Azovstal où ils résistent jusqu'au mois de mai L'ensemble de la brigade est alors capturée et de facto n'existe plus.

#### Reconstitution et transformation en brigade "Azov"
Dans la matinée du 29 juillet, le site de propagande russe « RIA Novosti » rapporte que « lors du bombardement de la colonie », 53 prisonniers de guerre ukrainiens principalement de la 12e brigade, détenus sur le territoire de l'établissement pénitentiaire, étaient morts. L'état-major général des forces armées ukrainiennes fait état de « bombardements russes » dans la zone de la prison d'Olenivka, ainsi que du fait que les morts de soldats ukrainiens tués par les Russes visent probablement à accuser l'Ukraine d'un crime et la dissimulation de la torture de ces prisonniers de guerre.
Le 21 septembre 2022, 108 combattants d'Azov sont libérés lors d'un échange de prisonniers entre l'Ukraine et la Russie. Selon l'accord, cinq commandants, en particulier trois d'Azov (Denys Prokopenko, Sviatoslav Palamar et Oleg Khomenko) resteront jusqu'à la fin de la guerre en Turquie sous la protection du président du pays.
Après la libération de captivité du commandement d'Azov, d'une partie des officiers et des soldats, le régiment commence à recruter du personnel et à restaurer sa capacité de combat. Le 23 décembre 2022 débutent le recrutement et la formation du 3e bataillon opérationnel au sein du régiment.
En janvier 2023, dans le cadre de la création de brigades d'assaut du ministère de l'Intérieur « Garde offensive » , le ministère invite des volontaires à rejoindre les rangs d'« Azov ». En février, l'unité spéciale Azov est transformée en brigade.
Le 8 juillet 2023 le Président Zelensky ramène de Turquie les commandants d'Azov, Denys Prokopenko, Sviatoslav Palamar et Oleg Khomenko ainsi que Serhi Volynsky commandant par intérim de la 36e brigade à Marioupol et Denys Shlega, commandant de la 12e brigade opérationnelle. Toutefois environ 700 combattants de la garnison d'Azovstal sont toujours captifs des Russes,.

#### Retour au front et bataille de la forêt de Serebryansky
A partir de l'été 2023, la 12e brigade « Azov » est déployé sur le front de Kreminna et participe à la bataille de la forêt de Serebryansky. Le 12 février 2024, l'unité de forces spéciales "Lyubart" des forces d'opérations spéciales ukrainienne rejoint la 12e brigade des forces spéciales « Azov » en tant que 5e bataillon. Le 11 mars 2024, la 12e brigade Azov détruit un lance-flammes lourd TOS-1A « Solntsepyok », qui se dirigeait vers les positions des forces de défense dans la direction de Kreminna. Début avril 2024, la brigade annonce la formation du 6e bataillon et le recrutement du personnel de la nouvelle unité. L'effectif de la brigade est alors estimé à 7 000 hommes. Selon une source citée par Le Monde, les pertes de la brigades sont estimés à 400 tués auxquels il faut ajouter les blessés et le 700 captifs. Le 12 juin, les États-Unis lève l'embargo qui interdisait à Azov de recevoir de l'équipement américain. Washington a jugé que l’actuelle brigade Azov était différente de la milice de volontaires créé il y a dix ans. À partir de juin, la brigade au côté de la 1re brigade présidentielle mène une série de contre-attaque dans la forêt et regagne du terrain.
En août 2024, la brigade combat en renfort dans la commune de New York (Oblast de Donetsk) pour bloquer l'avancée russe.

Le 6 septembre 2024, la « 12e brigade d'assaut Azov » déclare avoir contribué à stabiliser la situation « catastrophique » à New York, dans l'oblast de Donetsk, en débloquant les soldats ukrainiens encerclés et en reprenant une partie du village. Cependant, la brigade a reconnu que la situation à New York reste tendue, les forces russes menant jusqu'à 15 attaques terrestres par jour,.

## Structure

### Ordre de bataille (2014-2022)
- État-major de la brigade[35],[36]
  - 
    -  compagnie de protection du QG

  -  Régiment Azov
    - 1re bataillon spécial
      -  1re compagnie
      -  2e compagnie
      -  3e compagnie [37],[38]
      - batterie de mortier

    - 2e bataillon
      -  1re compagnie
      -  2e compagnie
      -  3e compagnie
      - batterie de mortier

    -  Bataillon blindé[39]
    -  Bataillon d'artillerie
    - compagnie d'artillerie anti-aérienne
    - compagnie de Génie

  -  1er bataillon de patrouille
  -  Compagnie de patrouille spécial
  -  Compagnie de fusiliers (réserve)

### Ordre de bataille (depuis 2023)
- QG de la brigade[35]
  -  1er bataillon spécial
  -  2e bataillon spécial
  -  3e bataillon spécial
  -  4e bataillon de garde
  -  5e bataillon spécial
  -  6e bataillon spécial
  -  Bataillon de chars
  -  Groupe d'artillerie
  -  Bataillon de défense antiaérienne
  -  Compagnie de reconnaissance

### Équipement et matériel
Jusqu'à la bataille de Marioupol, la brigade est équipée de véhicules blindés de transport de troupes BTR-4, BTR-3E1 et 3M1, BTR-70, BTR-80, de MT-LB, de blindés légers KrAZ tels que des KrAZ Cougar, Spartan, KrAZ Kobra et KrAZ Shrek ainsi que des Kozak-2 et Varta. Le bataillon blindé du régiment Azov est également équipé de chars T-64B1M. La majorité des véhicules seront perdus au moment de la bataille.
Au moment de sa reconstitution, la brigade se voit équipée de matériels plus modernes et plus lourds. Le bataillon de chars est équipé de T-64Bv modèle 2022 ukrainien, les bataillons spéciaux de véhicules BMP-1TS de confection ukrainienne, de BTR-4E également ukrainiens, BTR-3E1, de transport de troupes Xa-185 finlandais, de MRAP (véhicule) International MaxxPro américain, BMC Kirpi turc, SBA Novator ukrainien. Le groupe d'artillerie dispose d'artillerie tractée TRF1 française, d'artillerie automoteur M109L livrées par l'Italie, 2S1 Gvozdika soviétique et BM-21 Grad.

### Chefs de corps
- 2014 : colonel Serhii Sovinskyi (17e bataillon)
- 2014 - 2021 : colonel Oleksandr Kryachko (18e régiment puis 12e brigade opérationnelle)
- 2021 - 2022 : colonel Denys Shlega (12e brigade opérationnelle)
- Depuis 2023 : colonel Denys Prokopenko (12e brigade spéciale « Azov »)

## Insignes

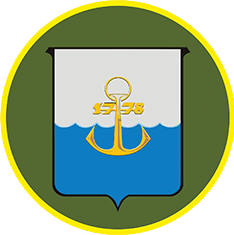
Insigne de la 12e brigade opérationnelle (2019-2022)
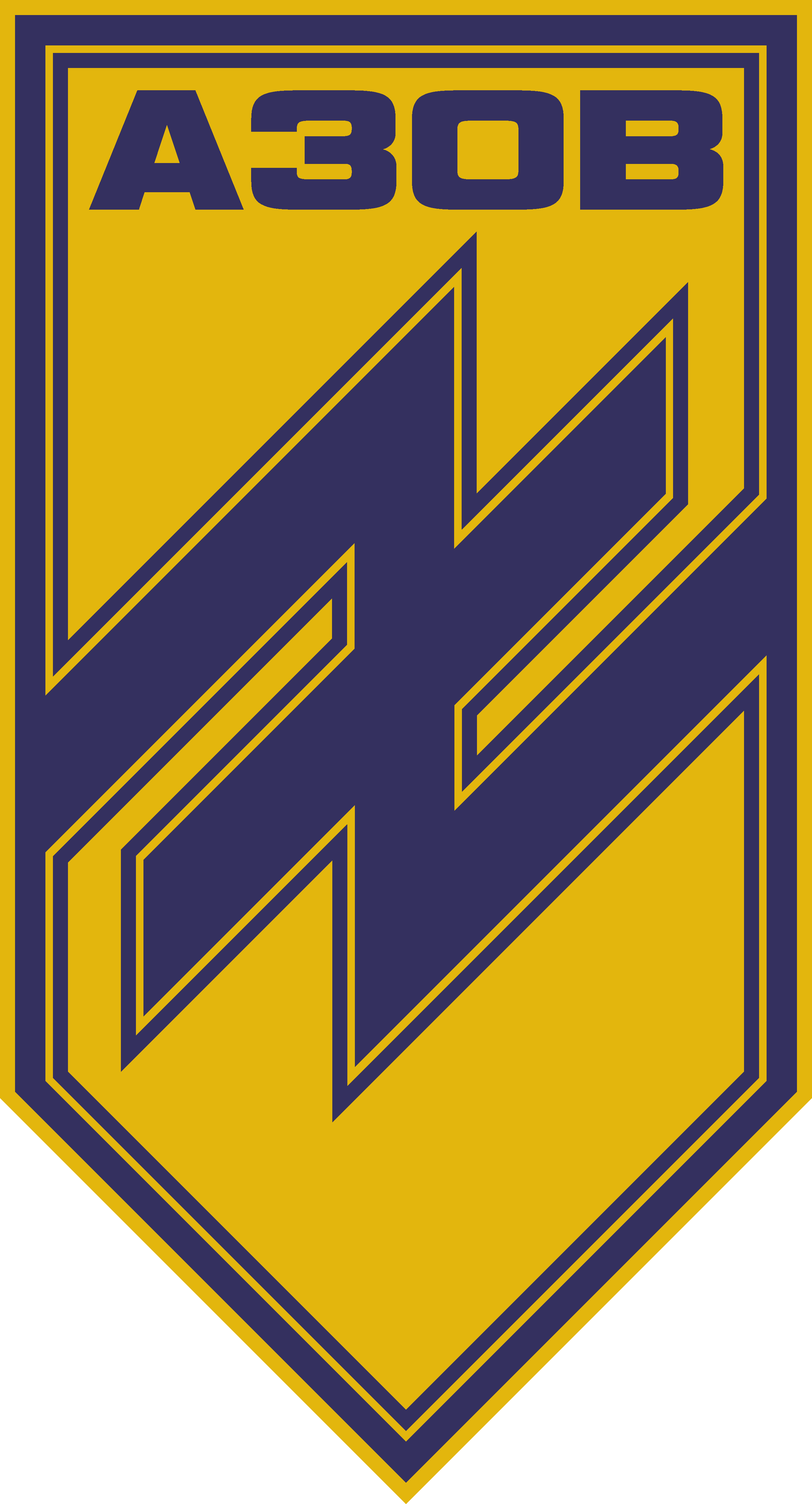
Insigne de la 12e brigade spéciale « Azov » (depuis 2023)

## Traditions

### Honneurs
Le 24 mars 2018, elle reçoit le nom de Dmytro Vychnevetsky et la distinction Pour le Courage et la Bravoure le 27 octobre 2022.